# Polaroid Typ 55

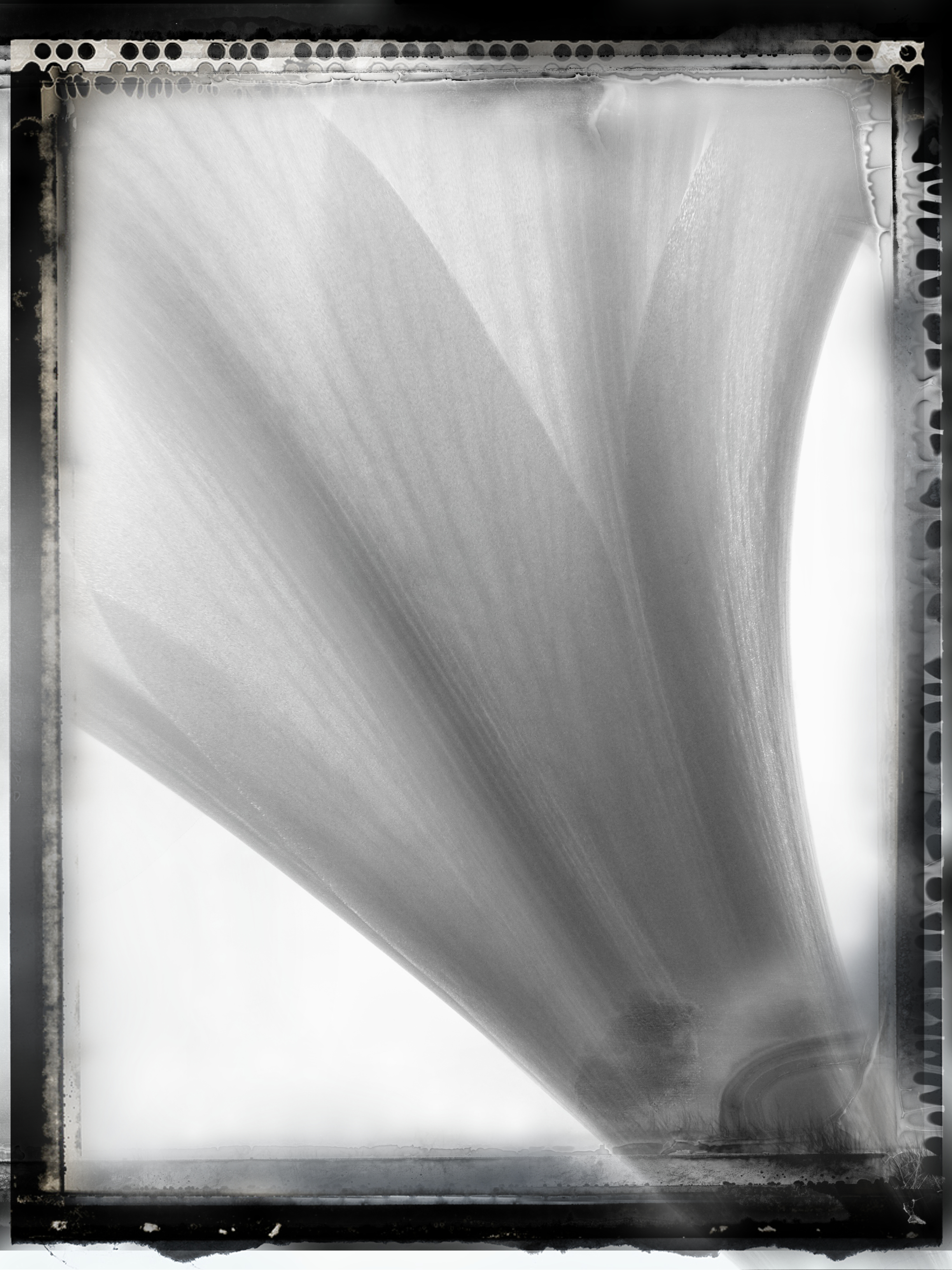
Digital nachempfundener Type-55-Rand

Der Polaroid Typ 55 ist ein von der Firma Polaroid bis 2008 produzierter Schwarzweiß-Sofortbildfilm im Format 4X5 Zoll. Er liefert direkt sowohl ein Positiv als auch ein Negativ.

## Allgemeines
Der Planfilm Typ 55 (offiziell Polapan Pro 55) wurde bis zum Jahre 2008 von der amerikanischen Firma Polaroid hergestellt und vertrieben. Da die Produktion im Jahre 2008 eingestellt wurde, sind heute nur noch Restbestände auf dem Markt, die immer schwerer zu beziehen sind.
Bei Fotografen ist er vor allen Dingen für seine hervorragende Detailzeichnung, das aus der sehr niedrigen Filmempfindlichkeit resultierende feine Korn, und nicht zuletzt aufgrund des charakteristischen, von Bild zu Bild verschiedenen Randes sehr beliebt.
Dieser Rand entsteht rund um das eigentliche Bild, wo die Positiv- und die Negativschicht, die direkt nach der Belichtung auseinandergezogen werden, miteinander verklebt sind. Eigentlich sollte dieser bei der Ausbelichtung beschnitten werden, was viele Fotografen jedoch absichtlich unterlassen, um ihren Bildern eine weitere, grafische Komponente zu verleihen. Aus diesen Gründen nutzten ihn viele namhafte Fotografen wie z. B. Ansel Adams oder Christopher Thomas.
Gelegentlich wird dieser Effekt auch mithilfe eines Bildbearbeitungs-Programmes digital zu Fotos hinzugefügt.

## Technik
Der Typ 55 war im Großformat von 4 × 5 Zoll erhältlich und hat eine Empfindlichkeit von ISO 50
Die Größe des Bildfeldes (ohne den o. g. Rand) beträgt 9 × 11,4 cm.
Das entstehende Positiv muss direkt nach der Aufnahme lackiert werden, während das zur Ausbelichtung benötigte Negativ in Natriumsulfitlösung geklärt werden muss.
Sowohl Positiv als auch Negativ sind aufgrund der im Vergleich mit anderen Filmen sehr weichen Emulsion äußerst anfällig für Kratzer.

## Zukunft
Das Projekt New55 FILM ist Eingriff in die Entwicklung einer neuen Version des Typs 55 Positiv-Negativ-4x5 Sofortbildfilm.